# Rosalind Krauss
Rosalind Epstein Krauss (Washington, 30 novembre 1941) è una critica d'arte statunitense, docente di storia dell'arte alla Columbia University di New York.

## Biografia
Si è laureata in storia dell'arte all'Università di Harvard. Persuasa che l'arte moderna non potrebbe essere intesa ai margini della sua critica, ha fatto parte della direzione editoriale della rivista Artforum negli anni sessanta. Nel 1975, con Annette Michelson (1922–2018), ha fondato l'influente rivista a carattere militante October (il cui titolo è ispirato al film Ottobre di Ėjzenštejn) che costituisce uno degli osservatori più interessanti sulla fenomenologia delle arti contemporanee.
Tra la fine degli anni '60 e l'inizio degli anni '70, Krauss iniziò a contribuire con articoli a riviste d'arte come Art International e Artforum che, sotto la direzione di Philip Leider, fu trasferito dalla California a New York. Iniziò scrivendo la "Boston Letter" per Art International, ma presto pubblicò articoli ben accolti su Jasper Johns (Lugano Review, 1965) e Donald Judd (Allusion and Illusion in Donald Judd, Artforum, maggio 1966). Il suo impegno per l'arte minimale emergente in particolare la distingueva da Michael Fried, che era orientato verso la continuazione dell'astrazione modernista in Jules Olitski, Kenneth Noland e Anthony Caro. L'articolo di Krauss A View of Modernism (Artforum, settembre 1972), fu un segnale di questa rottura.

## RivistaOctober
Krauss divenne insoddisfatta di Artforum quando nel suo numero di novembre 1974, pubblicò una pubblicità a tutta pagina con l'artista Lynda Benglis che posava aggressivamente con un grande dildo in lattice e indossava solo un paio di occhiali da sole che promuovevano una sua prossima mostra alla Paula Cooper Gallery Sebbene l'immagine di Benglis sia ora popolarmente citata come un importante esempio di performattività di genere nell'arte contemporanea, ha provocato risposte contrastanti quando è apparsa per la prima volta. Krauss e altri membri del personale di Artforum attaccarono il lavoro di Benglis nel numero del mese successivo di Artforum, descrivendo la pubblicità come sfruttativa e brutalizzante, e presto lasciarono la rivista per co-fondare Ottobre nel 1976.
October è nata come una rivista politicamente schierata che introduceva i lettori americani alle idee del post-strutturalismo francese, reso popolare da Michel Foucault e Roland Barthes. Krauss usò October come un modo per pubblicare saggi sulla teoria dell'arte post-strutturalista, la teoria decostruzionista, la psicoanalisi, il postmodernismo e il femminismo.

## Approccio critico
L'attività critico-teorica della Krauss è profondamente legata a pensatori di origine tedesca come Benjamin e Adorno e da filosofi francesi di orientamento antropologico come Georges Bataille o semiologico come Roland Barthes. Ma ancor più – soprattutto nella produzione più recente - da quella ampia corrente filosofica formatasi in Francia a partire dagli anni ‘70, riassumibile nella nozione più ampia di post-strutturalismo. Punto di riferimento costante delle analisi critiche di Krauss è anche il pensiero psicoanalitico di Jacques Lacan.
I tentativi di Krauss di comprendere il fenomeno dell'arte modernista, nelle sue dimensioni storiche, teoriche e formali, l'hanno condotta in varie direzioni. Ad esempio, si è interessata allo sviluppo della fotografia, la cui storia – parallela a quella della pittura e della scultura modernista – rende visibili alcuni fenomeni precedentemente trascurati nelle "alte arti", come il ruolo del marchio indicizzato o la funzione dell'archivio. Come molti, Krauss era stata attratta dalle critiche di Clement Greenberg, da cui ne scaturirono diverse riflessione che videro Krauss interrogarsi sull'espressione "storia del modernismo" su cosa si intende per modernismo.
Il modo di Greenberg di valutare come funziona un oggetto d'arte, o come viene messo insieme, divenne per Krauss una risorsa fruttuosa
In un vasto approccio di teorizzazione del moderno, Krauss si è interessata allo sviluppo della fotografia, parallelo a quello della pittura contemporanea, mettendo in luce fenomeni fino a quel momento ignorati, come l'idea di indice la funzione di archivio. Ha in seguito esplorato alcuni concetti come quello di "informe", di "inconscio ottico", il collage, che articolano le pratiche moderniste dell'arte e annunciano i loro correlati postmoderni. Centrale per Krauss è la cesura rappresentata, nel panorama delle arti tardo moderne e contemporanee, dalle Avanguardie storiche (Da Duchamp al Surrealismo). In questo contesto Krauss ha sviluppato la nozione di originalità come uno dei tratti distintivi del fare arte moderno (The Originality of the Avant-Garde and Other Modernist Myths, Cambridge, Massachusetts, MIT Press, 1985). Un altro filone di ricerche della Krauss è quello teso a valorizzare in maniera originale la nozione benjaminiana di "inconscio ottico", coniata a proposito della fotografia. Krauss indaga questa nozione soprattutto nell'arte del surrealismo (da Max Ernst a Man Ray), nell'opera di Picasso e in quella di Pollock) (The Optical Unconscious, Cambridge, Massachusetts: MIT Press, 1993.)
L'inconscio ottico è una protesta (…) contro la storia ufficiale del modernismo e contro la tradizione critica che ha tentato di definire l'arte moderna secondo certi comandamenti sacri e verità auto-appaganti. Il racconto del modernismo qui presentato sfida il decantato principio della "visione stessa". Ed è una storia molto diversa da quella che abbiamo mai letto, non solo perché la sua trama insurrezionale e i suoi personaggi salgono da sotto la superficie calma del campo conosciuto e simile alla legge della pittura modernista, ma perché la voce è diversa da qualsiasi cosa abbiamo sentito prima. Proprio come gli artisti dell'inconscio ottico hanno aggredito l'idea di autonomia e padronanza visiva, Rosalind Krauss abbandona la voce dello storico di oggettivo distacco e forgia un nuovo stile di scrittura in questo libro: storia dell'arte che insinua diario e teoria dell'arte, e che ha l'andatura e il tono della finzione.
A partire dalla seconda metà degli anni ’60, uno degli aspetti più originali dell’attività critico-teorica di R. Krauss è sicuramente dato dalla sua analisi del medium fotografico in rapporto all’arte contemporanea. L’originalità dell’interpretazione della Krauss sta nell’applicare all’apparecchio «fotografico» la categoria semiotica dell’indice (e della traccia) anziché quella dell’icona. Krauss vede imporsi una convergenza tra arte e fotografia. Una convergenza che trova la sua più evidente esemplificazione nel rapporto tra arte concettuale e immagine fotografica. Divenendo oggetto teorico la fotografia perde la specificità di medium per assumere il significato di esporre le ragioni di una generale trasformazione dell’arte.
In opposizione alla tendenza dominante che fa rientrare la fotografia nell’ambito della storia dell’arte e che ne riduce l’invenzione a semplice formalità, la Krauss mira a restituirle quel significato di rottura che le fu proprio in origine, sottolineandone l’imprescindibile esteriorità. Non riconducibile alle dimensioni essenzialmente stilistiche proprie della storia dell’arte, il valore della fotografia, come ha scritto Walter Benjamin, è sempre dato dal rapporto del fotografo con la propria tecnica.

## Teoria e storia della fotografia
Rosalind Krauss vuole porsi contro un modo di scrivere sulla fotografia, e anzitutto di volerne scrivere la storia. Tra il 1974 e il 1984 scrive il saggio Teoria e storia della fotografia, tradotto da Bruno Mondadori e pubblicato in italiano nel 1996. Questa raccolta di saggi pubblicati in 4 sezioni non segue un preciso ordine cronologico, ma la Krauss li trascrive a seconda degli argomenti che questi stessi vogliono riportare. La struttura presentata del libro è riportata esattamente come la presenta la Krauss nel suo libro. Prima parte: Esiste un oggetto di pensiero rispondente all'espressione "Storia della fotografia"?
Nella prima parte del libro troviamo un interesse specifico per Nadar noto pittore e caricaturista che abbracciò la fotografia a partire dal 1850 e che nel saggio è preso come riferimento per mettere in luce l’idea di indice che ripercorre analizzando la teoria degli spettri di Balzac. La categoria semiotica che la Krauss attribuisce all'indice prende spunto da Pierce nella distinzione che lui fa tra indice e icone. L'indice sono quei segni che rimandano all'oggetto di cui sono segni non tanto per somiglianza con esso ma perché ne sono in connessione dinamica (temporale e spaziale).
Seconda parte, "La fotografia e la storia dell'arte" è un'analisi approfondita dell'impressionismo che è considerato ultima fase del realismo perché animato da un’autentica "benevolenza nei confronti degli oggetti". In particolare il significato attribuito al quadro in questo specifico periodo è usato dalla Krauss per far luce sulla fine dell'impressionismo e l'inizio del modernismo. Il quadro era definito come un'unità costruita, una visione unificatrice basata su una visione coerente, non era assolutamente pensabile che l'immagine potesse essere frammentata.
Quello che è dimostrazione di ciò che si stava verificando,la Krauss lo ritrova nell'analogo lavoro tra due artisti Namuth e Pollock, che questa analogia è data dallo sfruttamento di qualità specificatamente fotografiche. La posizione dall'alto è il soggetto e il mezzo per delle fotografie di Namuth mentre per Pollock quella veduta aerea è compresa fin dall’inizio nel suo procedimento, determinando una frattura tra il dipingere il quadro e il vederlo.
"Arrivare alla fotografia dopo aver frequentato in modo intenso e spesso movimentato il Modernismo, significa provare uno strano sollievo — è come tornare da oltre cortina o uscire da una palude e raggiungere la terra ferma —, perché la fotografia sembra proporre un rapporto diretto e trasparente con la percezione, o più precisamente con gli oggetti della percezione".
La terza parte, La fotografia e le forme si apre con la citazione precedente della Krauss che spiega come l'immagine fotografica è sempre modificata dal suo statuto di testimonianza, di traccia, di vestigio. Nel centro stesso del suo potere di rappresentazione risiede questo messaggio di assenza (del reale) che è la condizione prima di ogni rappresentazione. Irving Penn con i suoi nudi viene trattato a lungo, soprattutto per l’impressione che si ha di essere davanti a dei collages: Su un fondo di una bianchezza indifferenziata e lancinante, un ciuffo di peli pubici, il rigonfiamento pesante di un ventre bombato, o ancora la piega di un drappo molto illuminato, sembrano frammenti di realtà applicati sulla stampa fotografica.
Nella quarta e ultima parte, A fronte della fotografia, il libro si conclude riprendendo il discorso dell’informe trovando nella fotografia surrealista per definizione, un ampio campo di azione. Man Ray e Brassai erano maestri dell’informe. La Krauss da forse l’impressione di voler dire che i fotografi che lavorano nella cerchia del surrealismo avevano semplicemente adottato questa predilezione per la metafora stravagante, inattesa e irrazionale così cara ai poeti surrealisti (Salvador Dalí). Ma questo significherebbe misconoscere il processo preciso del come se, del modo in cui è realizzato, la presa dell'oggetto della macchina fotografica, l'inversione dei corpi, l'inquadratura dal basso, lo scorcio e la reincorniciatura fondamentali. Questa particolare percezione dell’animalità dell'uomo si produce attraverso un procedimento spaziale specifico, che catapulta l'immagine nel regno del vertiginoso, che è una dimostrazione della caduta: non si può più vedere il corpo come carne umana perché è caduta per diventare animale.
La storia dell'arte può fingere di aver fagocitato la fotografia ma la Krauss cerca in questo saggio di dissipare questa illusione.

## Reinventare il medium
Dopo aver trattato la teoria della fotografia come “indice” e la sua lettura dell’arte informe in tempi più recenti offre risposte a questioni urgenti dettate dell’era postmediale: quale è la condizione e la funzione dell’arte oggi? Quale il compito dell’artista nella costruzione della propria opera? Quale la sua responsabilità nei confronti del linguaggio?A partire da esempi e concetti chiave – da Jackson Pollock e Clemente Greemberg all’arte processuale dagli anni sessanta e settanta, da Andy Wharol e Cy Twombly a Robert Morris, Richard Serra ed Edward Ruscha- la Krauss si proietta nell’arte del nuovo millennio, il cui compito è più che mai quello di “reinventare il medium”, non mero strumento tecnologico, ma vero e proprio linguaggio con specifiche e nuove regole, convenzioni e forme. Due esempi eccellenti, analizzati nel dettaglio delle loro opere, permettono di descrivere circostanze e conseguenze di tale posizione teorica: l’irlandese James Coleman e il sudafricano William Kentridge. Nel saggio «Reinventing the Medium» (apparso in «Critical Inquiry» nel 1999), Krauss analizza le peculiarità dell’arte più recente: dagli anni ‘90 ad oggi. Per le forme più significative dell’arte contemporanea Krauss utilizza vari tipi di Post- (a partire da Postmoderna). Uno dei più significativi è quello di arte postmediale, nel senso appunto che si tratta di un’arte non più legata a un singolo medium, ma alla dimensione multimediale della comunicazione contemporanea in seguito alla rivoluzione digitale.
In questo contesto la Krauss, nei saggi che compongono il volume, sostiene che uno dei tratti più significativi dell’arte contemporanea è quello relativo alla riflessione sulla dimensione mediale di produzione-trasmissione-trasformazione delle immagini (e dei suoni) e, quindi, di re-invenzione del medium.
Un processo che Krauss, nel primo saggio, dedicato a «La crisi della pittura da cavalletto» vede anticipato nell’opera di Jackson Pollock che legge in antitesi alle tesi moderniste di Greenberg (relative alla pura bidimensionalità dell’arte moderna) insistendo in particolare sulla dimensione dell'orizzontalità come una peculiarità dell’arte moderna inaugurata dal dripping pollockiano, connessa anche all’informe ovvero all’abbandono della verticalità del quadro e ai suoi confini formali.
Krauss fa quindi vedere come queste radicali innovazioni del fare arte siano riprese e variate da artisti attivi dagli anni ‘60 in poi, come Robert Morris, Kenneth Noland, Jasper Johns e altri.
Dato il carattere militante della sua attività di critica dell’arte contemporanea, R. Krauss ha sempre affiancato al lavoro teorico quello di curatrice di mostre assai importanti. Tra tutte si segnala quella preparata insieme a Yve-Alain Bos per il Centre Pompidou di Parigi il 21 maggio-26 agosto 1996 e dedicata a «L’informe: mode d’emploi». La mostra, ispirata da una definizione che Bataille dà della nozione di informe, assumendo questa nozione come un tratto peculiare di quella parte dell’arte contemporanea (ben oltre la semplice nozione di «informale») in antitesi con l’interpretazione modernista. La mostra fu accompagnata da un importante catalogo, diffuso poi come libro autonomo (questo, come molte altre opere di R. Krauss, è disponibile in traduzione italiana presso l’editore Bruno Mondadori). L’arte ispirata dalla nozione di informe ha così i caratteri dell’«orizzontalità», del «basso materialismo», della «pulsazione» e dell’«entropia».
La nozione stessa di "informe" è ripresa da una definizione che Georges Bataille pubblicò nel 1929 nella sua rivista Documents e intorno alla quale i curatori costruiscono una complessa messa in scena che si proporrebbe, in immagine, di rendere il senso delle parole di Bataille. Scriveva Bataille, all'epoca molto vicino a Breton e alle battaglie surrealiste, che "informe non è unicamente un aggettivo avente quel senso specifico, ma è un termine che serve a declassare, un termine che esige che ogni cosa abbia una sua forma propria. Ciò che designa non gode di alcun diritto e si lascia schiacciare ovunque come un ragno o un lombrico. Bisognerebbe, in effetti, perché gli accademici siano soddisfatti, che l'universo prendesse forma. La filosofia intera non ha altro fine che quello di rivestire di una redingote ciò che esiste, una redingote matematica. Al contrario, affermare che l'universo non somiglia a nulla e non è che informe equivarrebbe a dire che l'universo è qualcosa di simile a un ragno o a uno sputo".

## Opere tradotte in italiano
- Teoria e storia della fotografia, a cura di Elio Grazioli, Bruno Mondadori, Milano 1996.
- Passaggi: Storia della scultura da Rodin alla Land Art, a cura di Elio Grazioli, Bruno Mondadori, Milano 1998.
- (con Yve Alain Bois) L'informe: istruzioni per l'uso, a cura di Elio Grazioli, Bruno Mondadori, Milano 2003.
- Celibi, trad. it. di Elena Volpato, Codice, Torino 2004.
- L'arte nell'era postmediale: Marcel Broodthaers, ad esempio, trad. it. di Barbara Carneglia, postmedia•books, Milano 2005.
- Reinventare il medium: cinque saggi sull'arte di oggi, a cura di Elio Grazioli, Bruno Mondadori, Milano 2005.
- L'originalità dell'avanguardia e altri miti modernisti, a cura di Elio Grazioli, Fazi, Roma 2007.
- L'inconscio ottico, a cura di Elio Grazioli, Bruno Mondadori, Milano 2008.
- Inventario perpetuo, trad. it. di Elio Grazioli e Eleonora Caccia, Bruno Mondadori, Milano 2011.
- Sotto la tazza blu, a cura di Elio Grazioli, Bruno Mondadori, Milano 2012.